# Метцинген (Ройтлінген)
Метцинген (нім. Metzingen) — місто в Німеччині, знаходиться в землі Баден-Вюртемберг. Підпорядковується адміністративному округу Тюбінген. Входить до складу району Ройтлінген. Місто Метцинген, батьківщина торгової марки Hugo Boss, відоме інноваційною та сучасною архітектурою OUTLETCITY.
Площа — 34,61 км2. Населення становить 22 117 ос. (станом на 31 грудня 2020).